# 法身普賢
法身普賢（ほっしんふげん； 蔵: チューク・クントゥサンポ、ワイリー方式：chos sku kun tu bzang po； 梵: Dharmakāya-Samantabhadra）または普賢王如来（ふげんおうにょらい）は、大乗仏教における信仰対象である如来の一尊。チベット仏教ニンマ派で本初仏として信仰される尊格である。
普賢菩薩と同じく普賢（蔵: クントゥサンポ [kun tu bzang po]； 梵: サマンタバドラ [Samantabhadra]）と称される。ただし法身普賢は通常の普賢菩薩とは異なり、菩薩というよりも如来の部類とすべき存在である。何も身につけない青色をした裸の姿で表される。法身普賢は如来の姿をとり、双身と単身の二相があるが、双身は結跏趺坐の姿で、配偶者である普賢仏母（蔵: クントゥサンモ [kun tu bzang mo]、梵: サマンタバドリー [Samantabhadrī]）とヤブユムの姿で歓喜している。
ゾクチェン心部の最重要テクストである古タントラ『クンチェギェルポ』では、法身の普賢と同義の存在である「クンチェギェルポ（kun byed rgyal po すべてを創り出す王）」が登場し、報身の金剛薩埵（ヴァジュラサットヴァ）と同義であるサットヴァヴァジュラとの問答形式で、あらゆるものは普賢の境地の顕現であると説かれる。

## 概説
中期密教において、大日如来（法身仏）が密教の教主として編成され、後期密教では、大日如来は五仏（五智如来）の中心的存在ではあるが、更にそれを超える根源的な存在となる法身の「本初仏」として、この法身普賢が編成されたのである。
チベット仏教（後期密教）では法身普賢が、法身の金剛薩埵（ヴァジュラサットヴァ）、法身の持金剛仏（ヴァジュラダラ）とともに「本初仏」として尊崇される。これらの三尊のうち、どれを特に尊崇するかは、チベット仏教の宗派によって異なる。法身普賢はニンマ派で、持金剛仏はゲルク派で、金剛薩埵はカギュ派で「本初仏」として尊崇される。